# 中国渔业
中国渔业包括海洋渔业、淡水渔业、水产养殖、水产品加工等。中国水产品总产量自1989年起连续30年居世界第一，2016年中国水产品达到历史顶峰，占世界总产量的40%以上。2019年中国水产品中，养殖占79%，捕捞占21%。养殖业中内陆养殖占47%，海水养殖占32%；捕捞业中近海捕捞占19%，远洋捕捞占3%。

## 产业

### 海洋渔业
中国沿海有海洋生物3000多种，其中经济种类约150多种，主要捕捞品种100个以上，主要捕捞对象有带鱼、鲐、鲱、鲅、鳓、鳗鱼、大黄鱼、小黄鱼、鲷、鲳、蛇鲻、鲆、鲽、乌贼、鱿鱼、章鱼、鲍鱼、对虾、毛虾、鹰爪虾、梭子蟹、锯缘青蟹、海参、海蜇等。

### 淡水渔业
中国内陆水域面积约1760万公顷，长江、黄河、黑龙江、塔里木河、珠江等18条河流的长度超过1000 km；面积超过100 000 公顷的湖泊有青海湖、鄱阳湖、洞庭湖、太湖、呼伦湖等。另外还有总面积约200万公顷的大小水库8万座。传统内陆渔业一直以天然捕捞为主。
内陆水域有淡水鱼类700多种，海淡水洄游鱼类60多种。重要经济种类有鲢、鳙、草鱼、青鱼、鲤、鲫、鳊、团头鲂、三角鲂、鲴、鲶、鳢、鲮、鳗鲡、池沼公鱼、大麻哈鱼、红点鲑、梭鱼、鲻、鲈、日本七鳃鳗、中华绒螯蟹（河蟹）、中华鳖（甲鱼）等。

### 水产养殖
中国淡水养殖以螃蟹和鱼类为主，海水养殖则有鱼、虾、贝、藻及其他海生生物等。

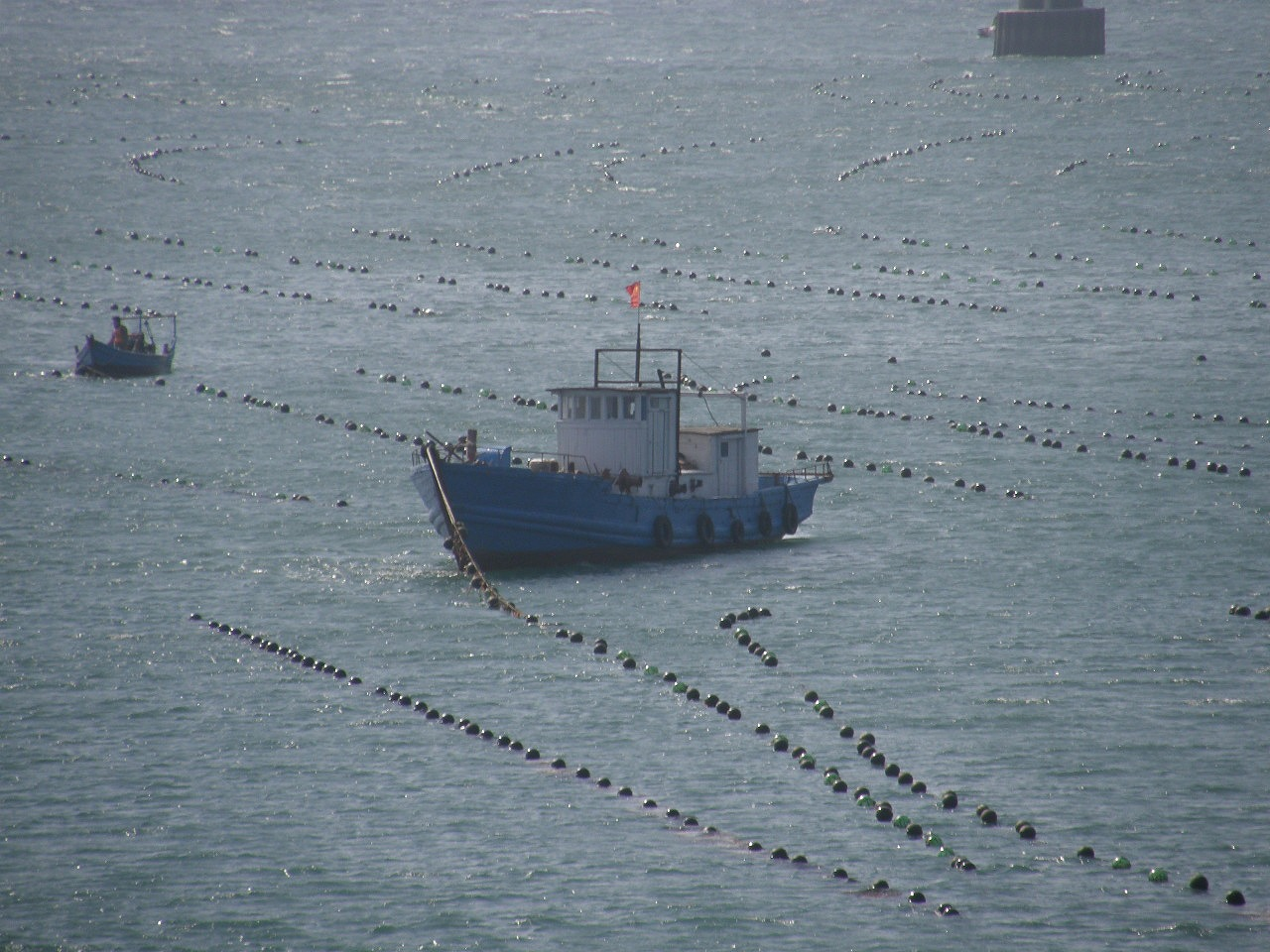
旅顺口珍珠養殖
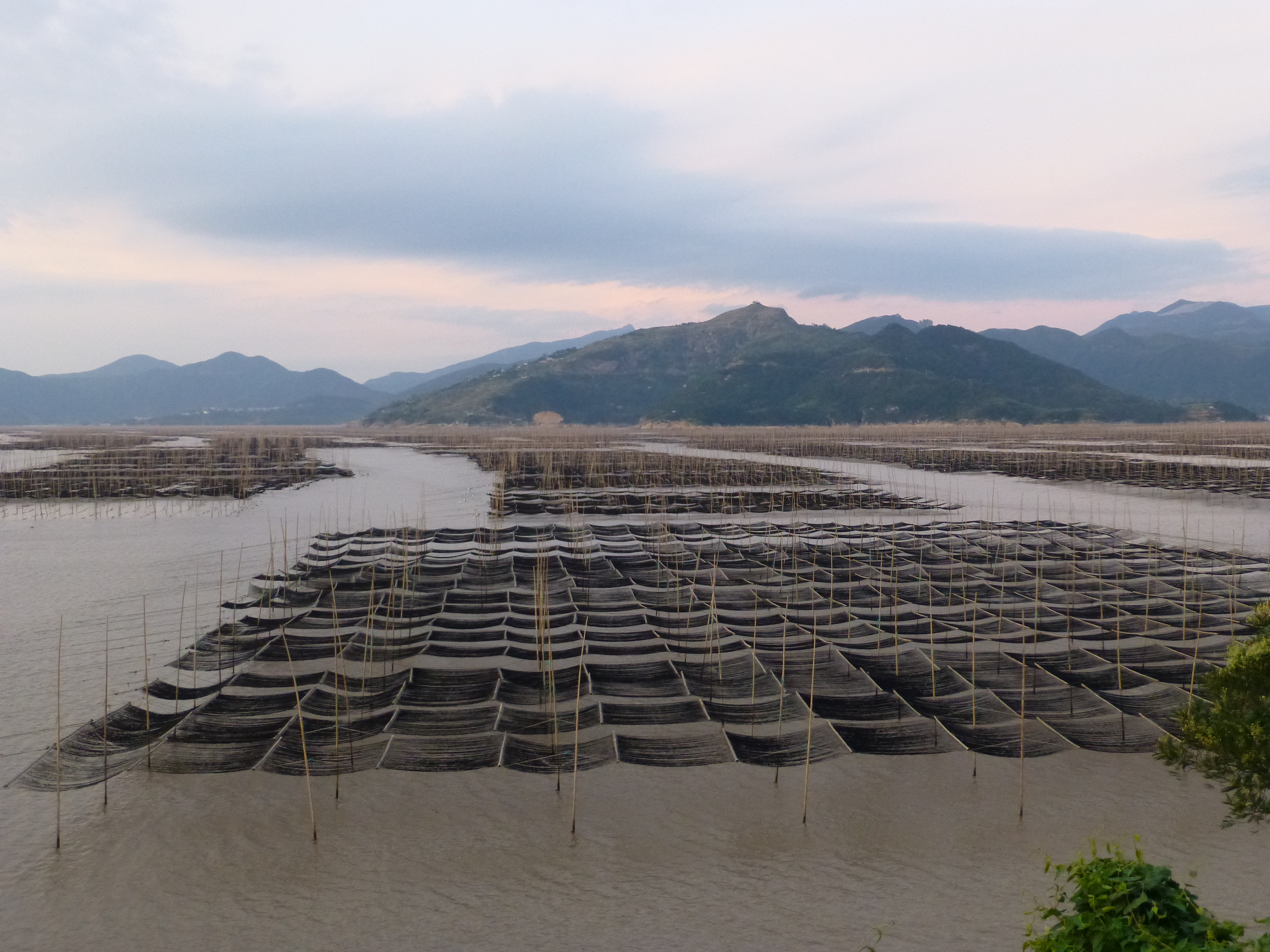
浙江省苍南县大渔湾
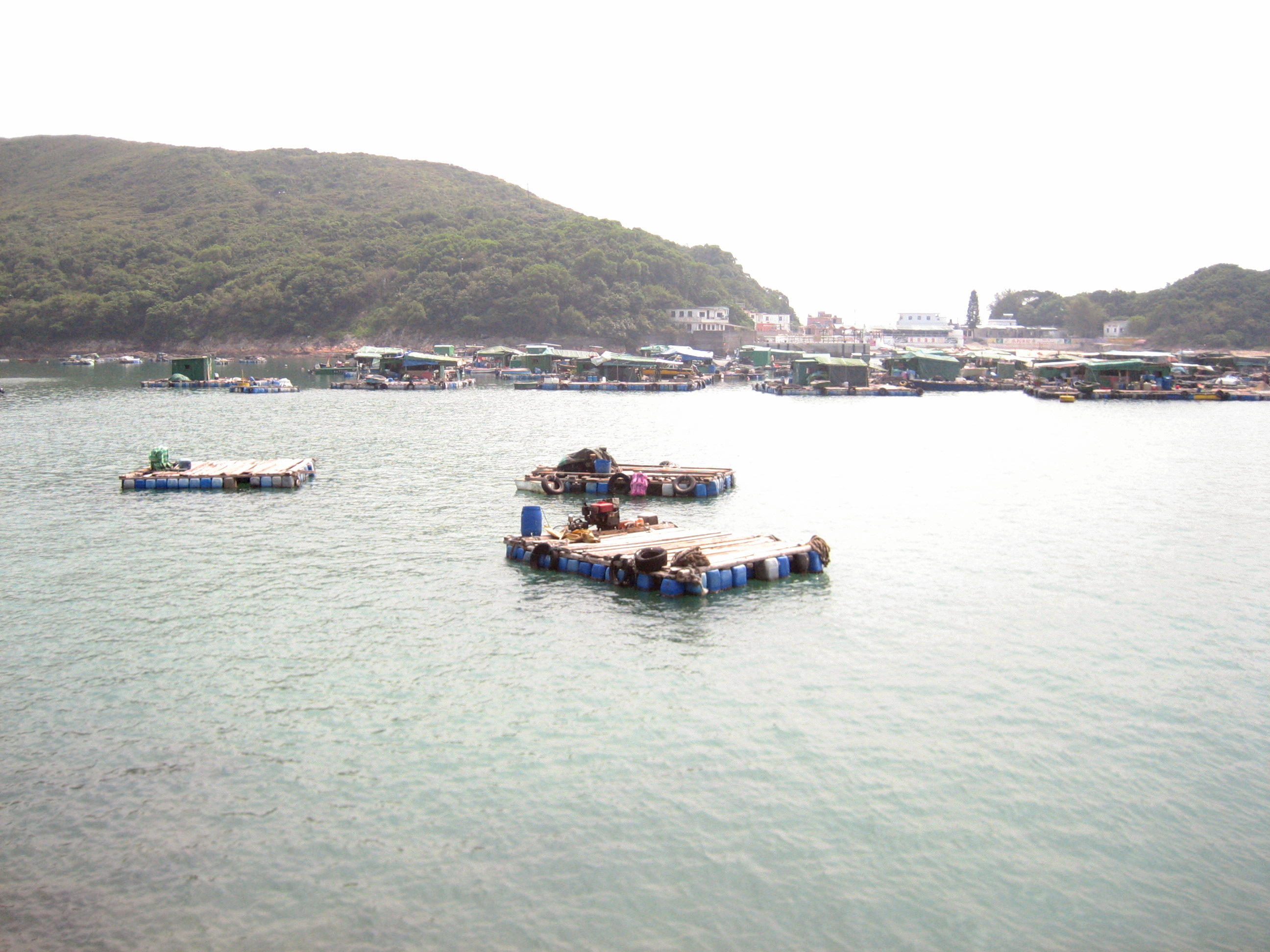
粮船湾的漁排

## 管理

### 法律法规
从1995年起，渤海、黄海和东海渔区开始实行伏季休渔制度2000年生效的《中华人民共和国渔业法》，对中国管辖水域内的主要渔业资源逐渐实行限额捕捞、加大了对违反渔业管理措施行为的处罚额度和强化对水产养殖行为的法律管理。2016年12月，中国农业部推出捕捞业减产方案：要求全国海洋捕捞业在五年内减产近四分之一，从每年超过1300万吨退到1000万吨以下。

### 国际合作
中国实行专属经济区管理制度，同有关国家签署了十多个双边渔业合作协定，即：中美渔业协定、中俄渔业协定、《中俄两江渔业资源管理议定书》、中国-巴布亚新几内亚渔业协定、中国-毛里塔尼亚渔业协定、中国-几内亚渔业协定、中国也门渔业协定、中日渔业协定、中韩渔业协定和中美关于公海流网执法的谅解备忘录。
中国与美国、俄罗斯、日本、韩国和波兰达成了《中白令海狭鳕资源养护与管理公约》。中国1996年加入养护大西洋金枪鱼委员会，1998年加入了印度洋金枪鱼委员会。